# Щаслива любов
Щаслива любов (англ. Love Happy) — американський комедійний мюзикл Девіда Міллера 1949 року з братами Маркс в головній ролі.

## Сюжет
В основу фільму покладена делікатна ситуація, яка склалася навколо діамантового намиста, захованого в звичайній консервній банці, і випадково вкраденого магазинним злодюжкою. У пошуках діамантів беруть участь чимало громадян — від німого безробітного, до особи блакитних кровей мадам Егілічі.

## У ролях
- Брати Маркс
  - Гарпо Маркс — Гарпо
  - Чіко Маркс — Фауст
  - Гручо Маркс — детектив Сем Груніон
- Ілона Мессі — мадам Егілічі
- Вера Еллен — Меґґі Філліпс
- Меріон Гаттон — Банні Долан
- Реймонд Берр — Альфонс Зото
- Мелвілл Купер — Трокмортон
- Пол Валентайн — Майк Джонсон
- Леон Беласко — містер Лайонс
- Мерілін Монро — кліентка детектива

## Музичні номери
- «Love Happy»
- «Who Stole the Jam?»
- Sadie Thompson number (including «Willow Weep for Me»)
- «Gypsy Love Song» and «I'm Daffy Over You» (Marx and Belasco)
- Swanee River"
- «Polonaise in A-Flat»